# Wat Rong Khun
Wat Rong Khun (tiếng Thái: วัดร่องขุ่น), còn được gọi là Chùa Trắng, là một ngôi chùa Phật giáo và là một trong những ngôi chùa dễ nhận biết nhất ở Pa O Don Chai, huyện Mueang, Chiang Rai, Thái Lan. Ngôi chùa nằm bên ngoài thị trấn Chiang Rai thu hút lượng lớn khách du lịch cả Thái Lan và khách nước ngoài, khiến nó trở thành địa điểm thu hút nhất Chiang Rai. Chùa Trắng được tạo ra bởi nghệ sĩ quốc gia Chalermchai Kositpipat, người đã thiết kế, xây dựng, và mở cửa đón khách du lịch vào năm 1997.
Phần cấu trúc chính của chùa được làm từ khung bê tông cơ bản và mái gỗ. Nhưng khi nhìn từ xa, nó dường như được chế tạo từ sứ lấp lánh, khi đến gần gơn, có thể thấy rõ hiệu ứng lấp lánh có được nhờ sự kết hợp giữa lớp sơn trắng và lớp tráng trong suốt. Bên ngoài được trang trí bằng thạch cao trắng và lớp kính tích hợp.

## Lịch sử
Vào cuối thế kỷ 20th, Wat Rong Khun ban đầu trong tình trạng tồi tệ trong sửa chữa. Kinh phí không đủ để cải tạo. Chalermchai Kositpipat, một nghệ sĩ địa phương đến từ Chiang Rai, quyết định xây dựng hoàn toàn ngôi chùa và tài trợ cho dự án bằng tiền của chính mình. Đến nay, Chalermchai đã bỏ ra 1.080 triệu baht cho dự án. Nghệ sĩ dự tính khu vực xung quanh chùa sẽ trở thành trung tâm học tập và thiền. Kositpipat xem ngôi chùa là một lễ vật dang lên Đức Phật và tin rằng dự án sẽ mang lại cho anh cuộc sống bất tử. Ngày nay công việc đang được tiến hành, nhưng dự kiến sẽ không được hoàn thành cho đến năm 2070.

## Du lịch
Công trình được mở cửa quanh năm. Quyên góp được chấp nhận tại đây, nhưng không được vượt quá 10.000 baht, Chalermchai từ chối chịu sự ảnh hưởng của các nhà tài trợ lớn.
Vé vào công là 100 baht cho khách địa phương và nước ngoài.

## Hình ảnh

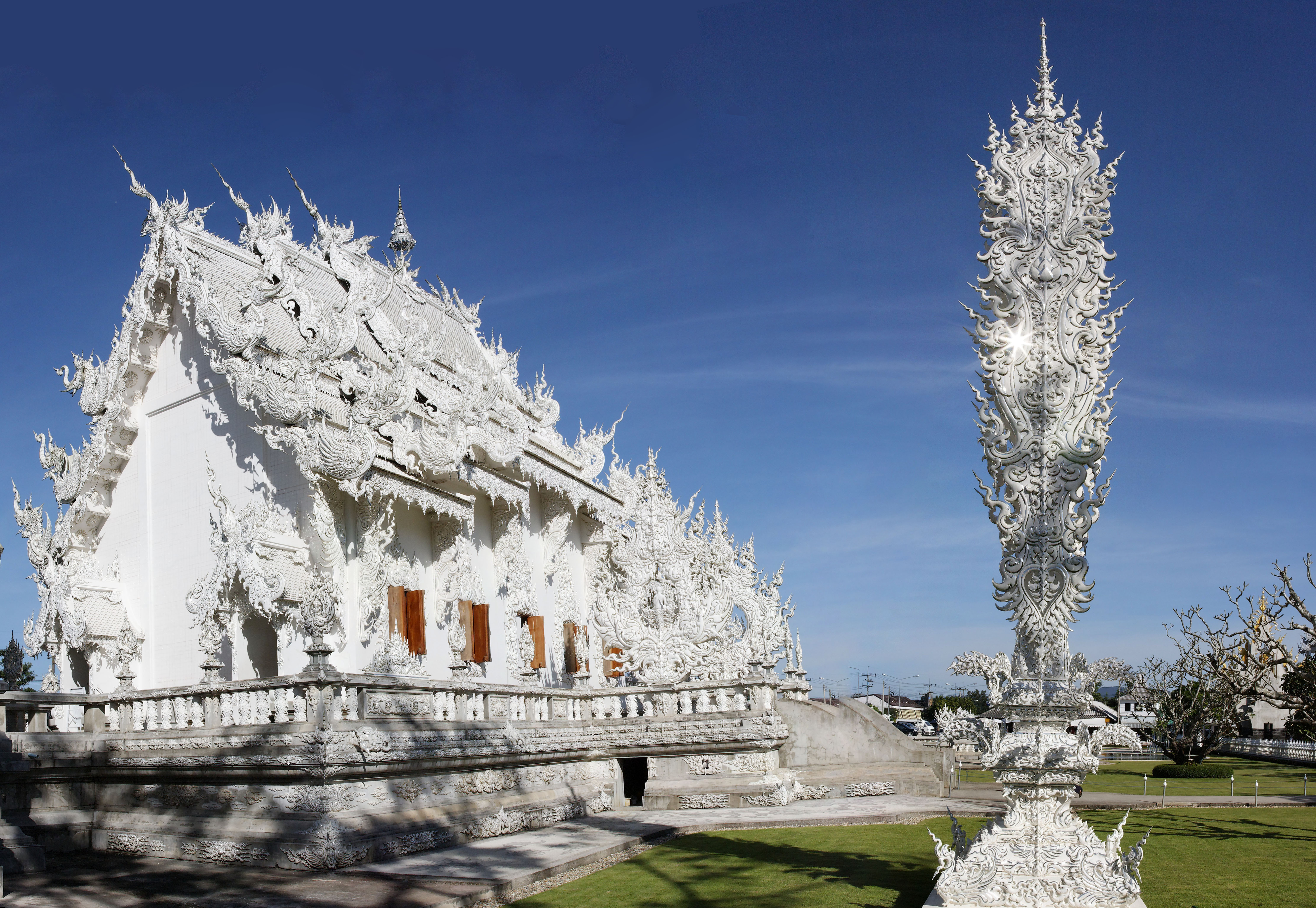
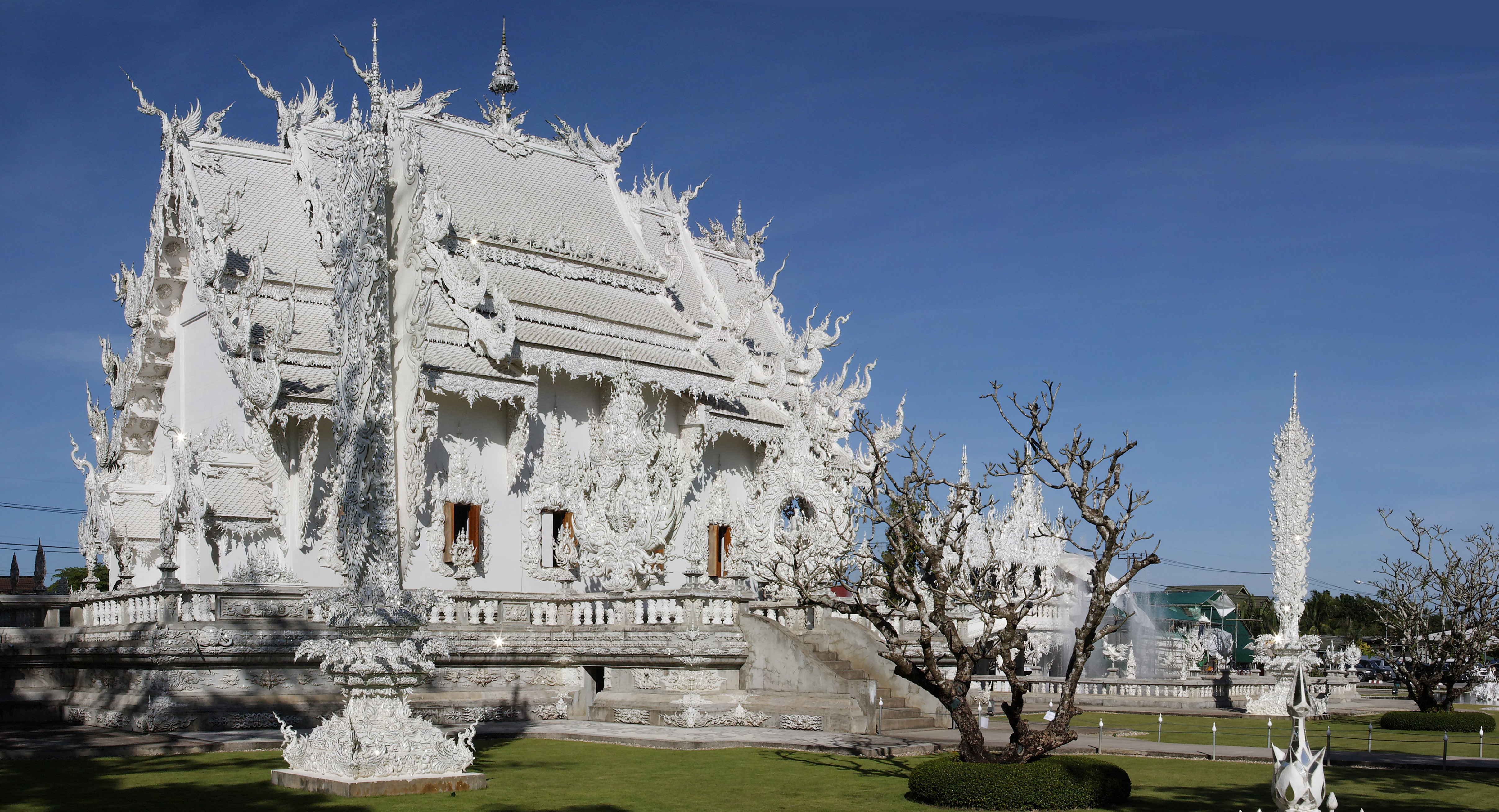
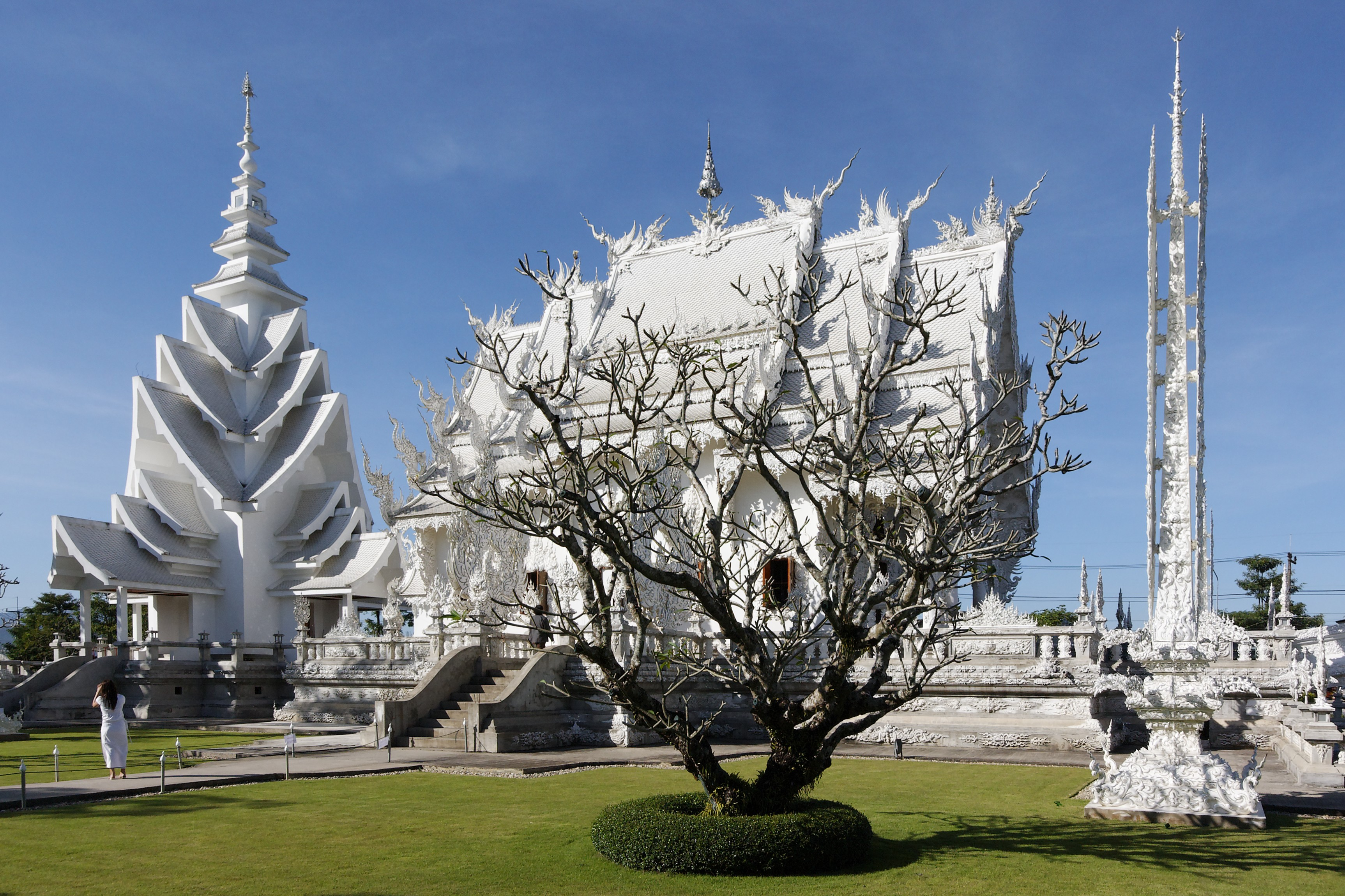
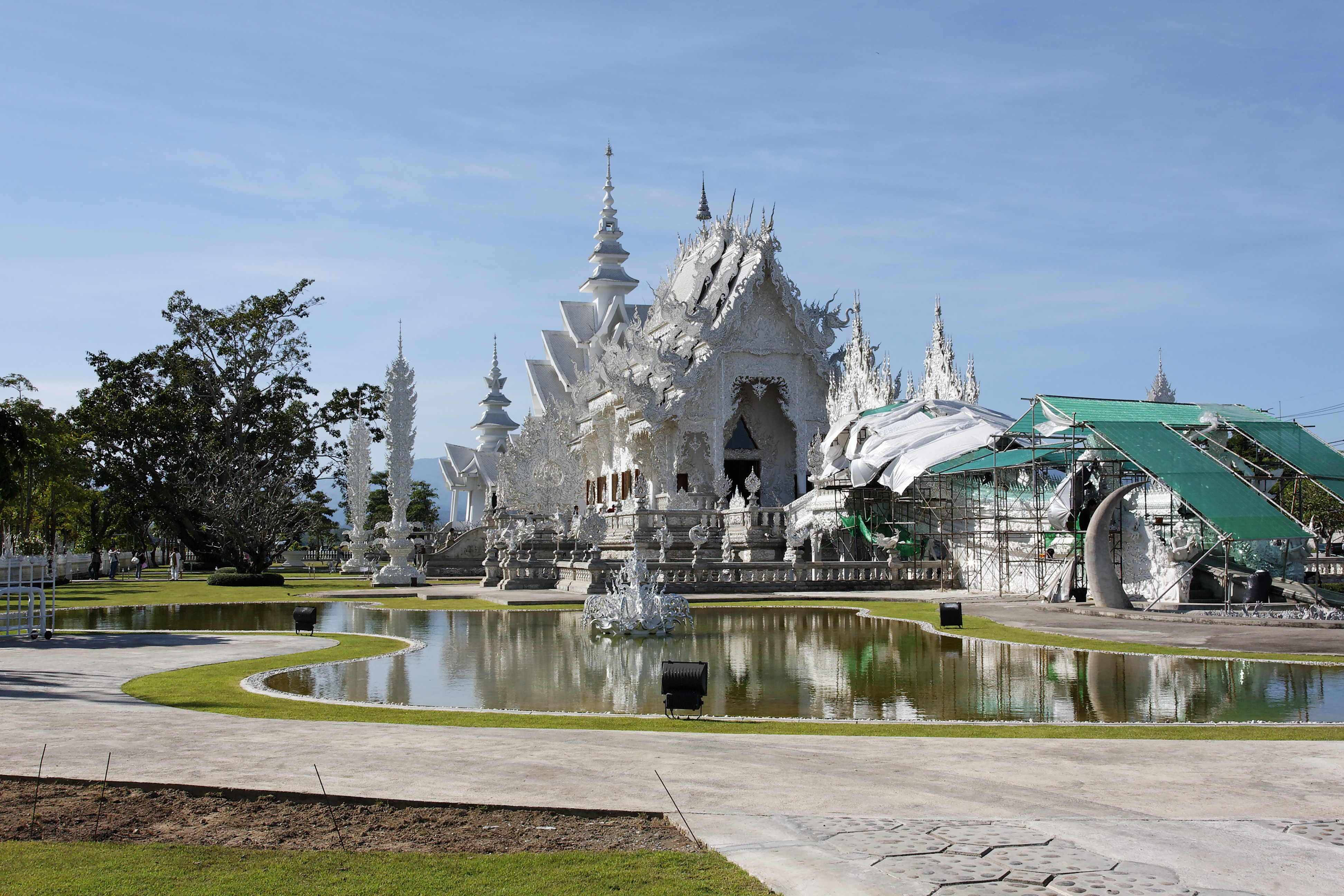
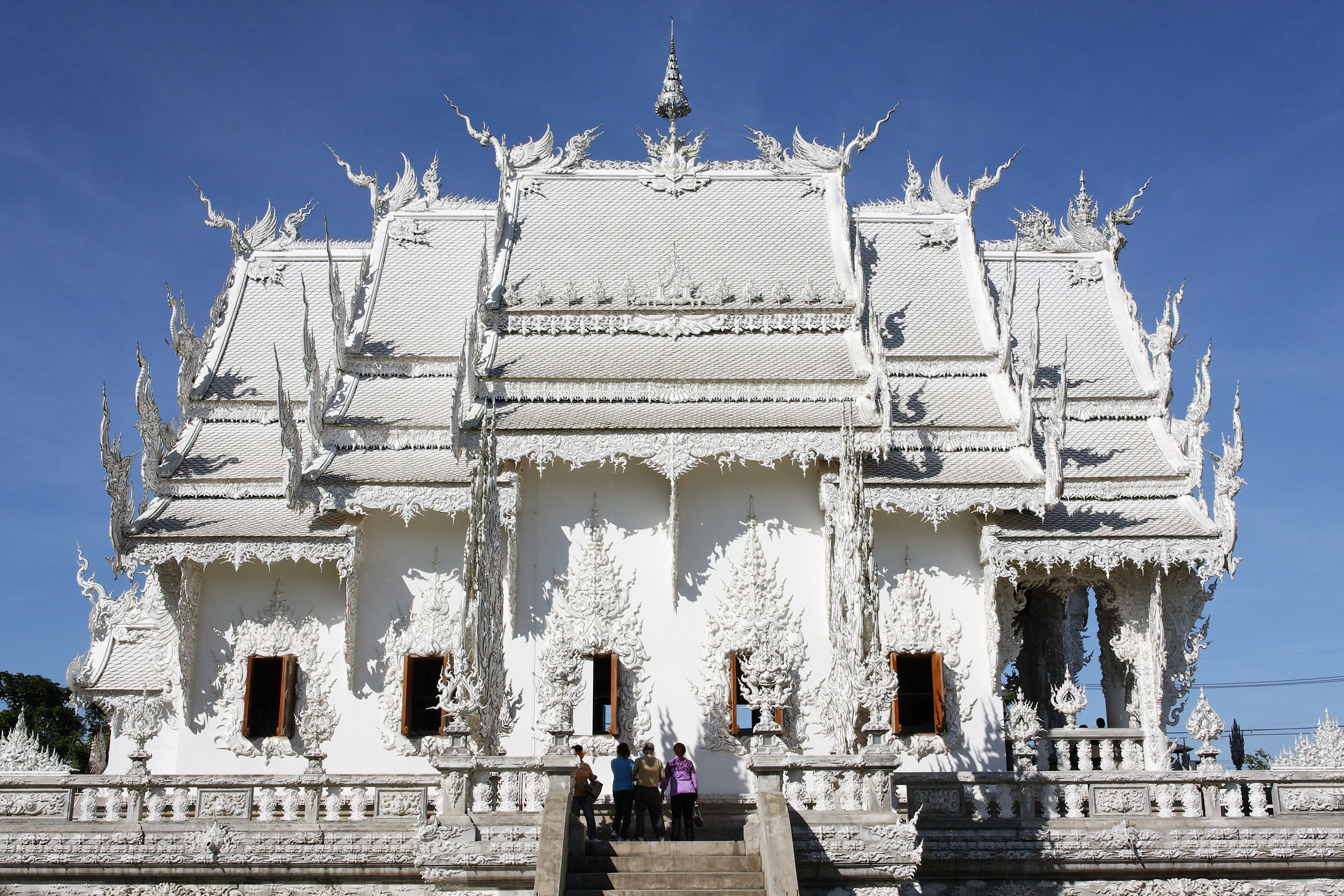
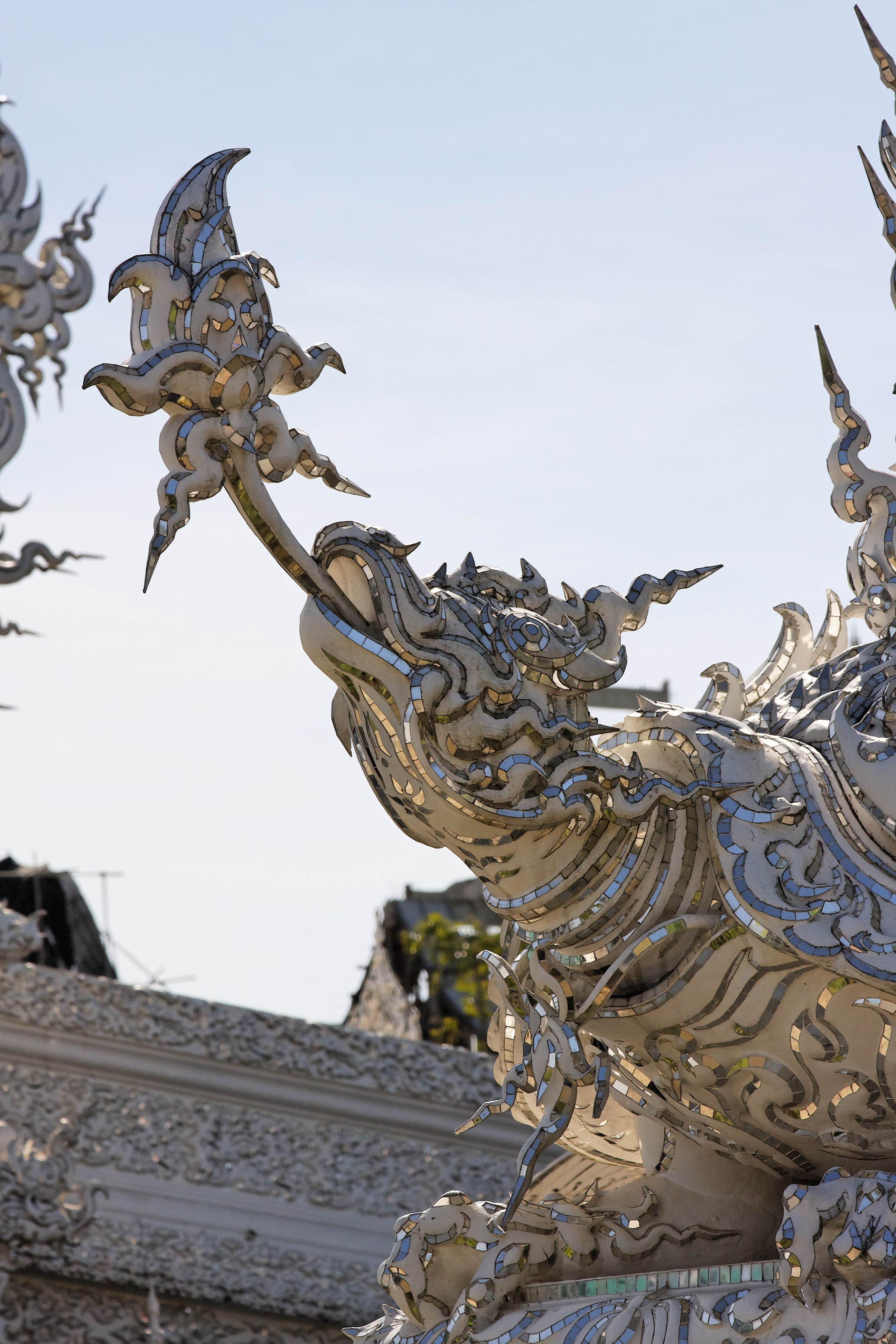
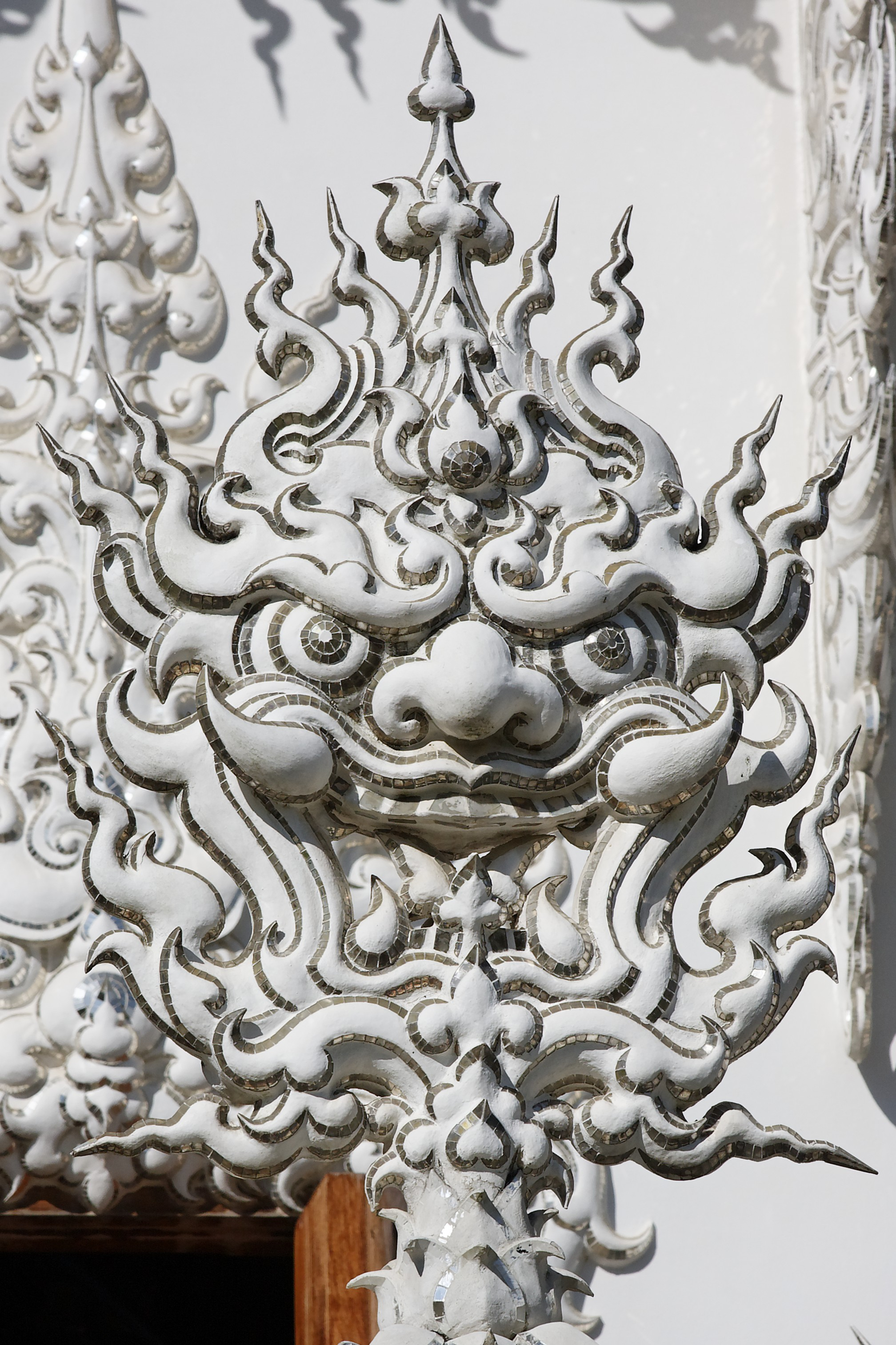
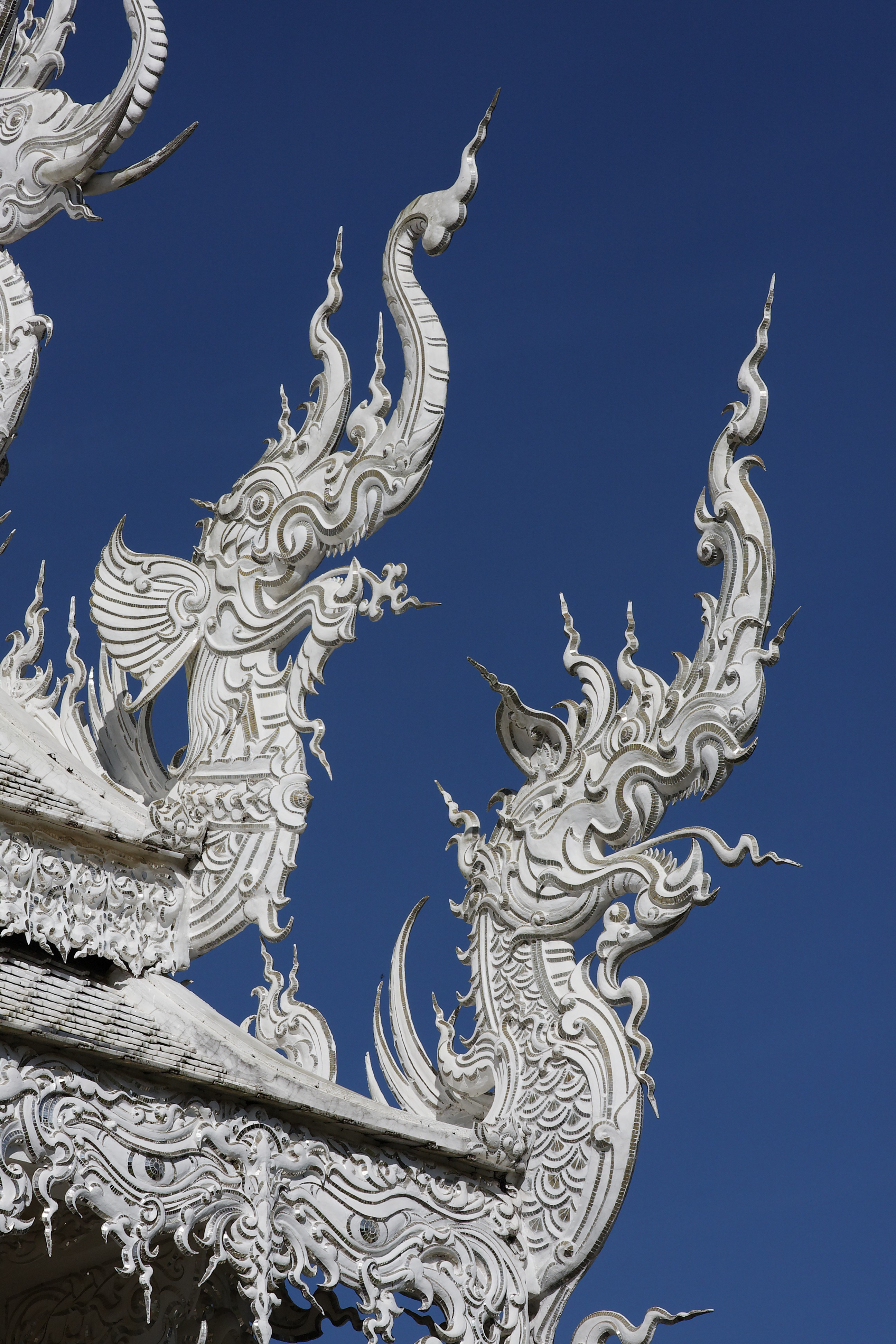
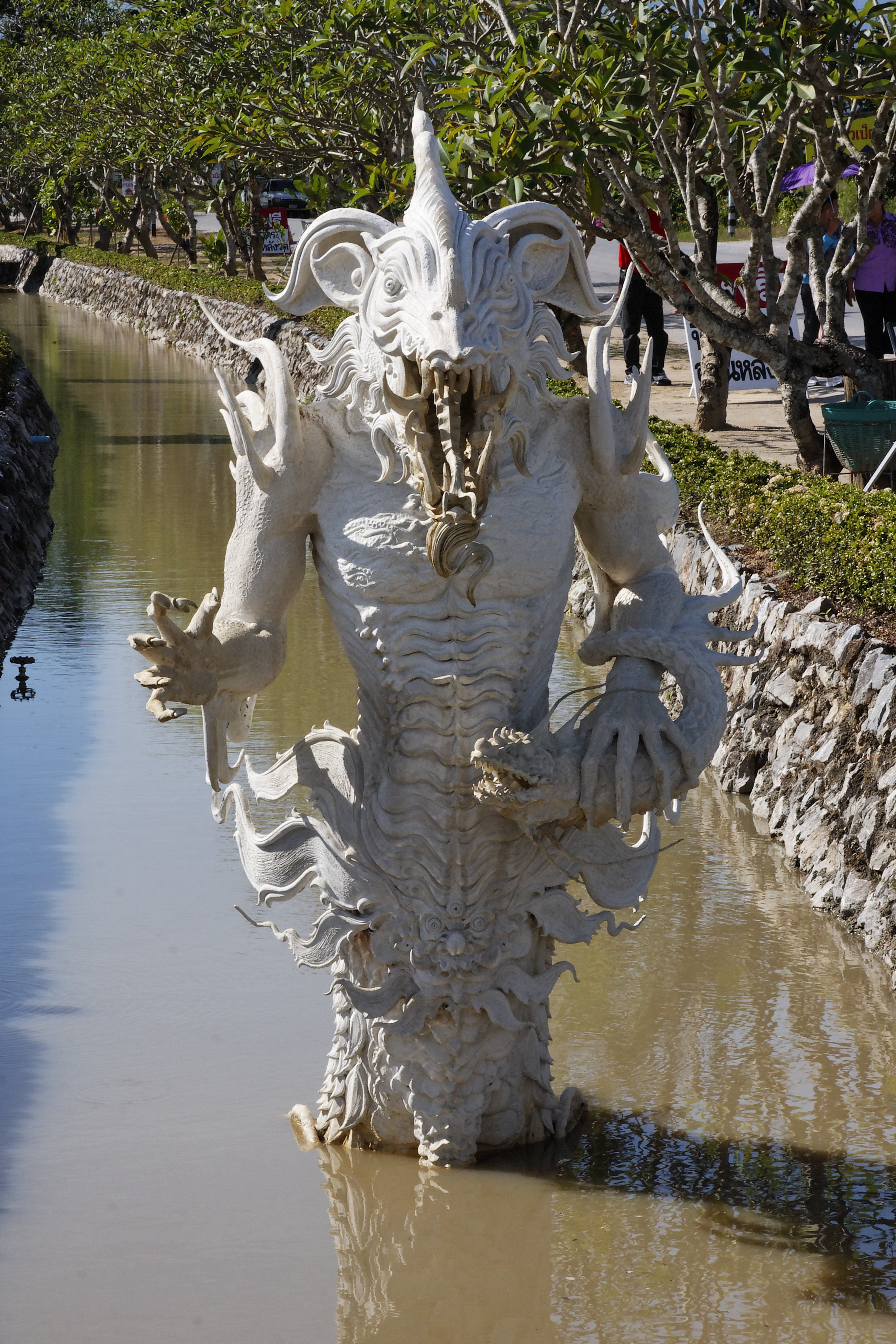
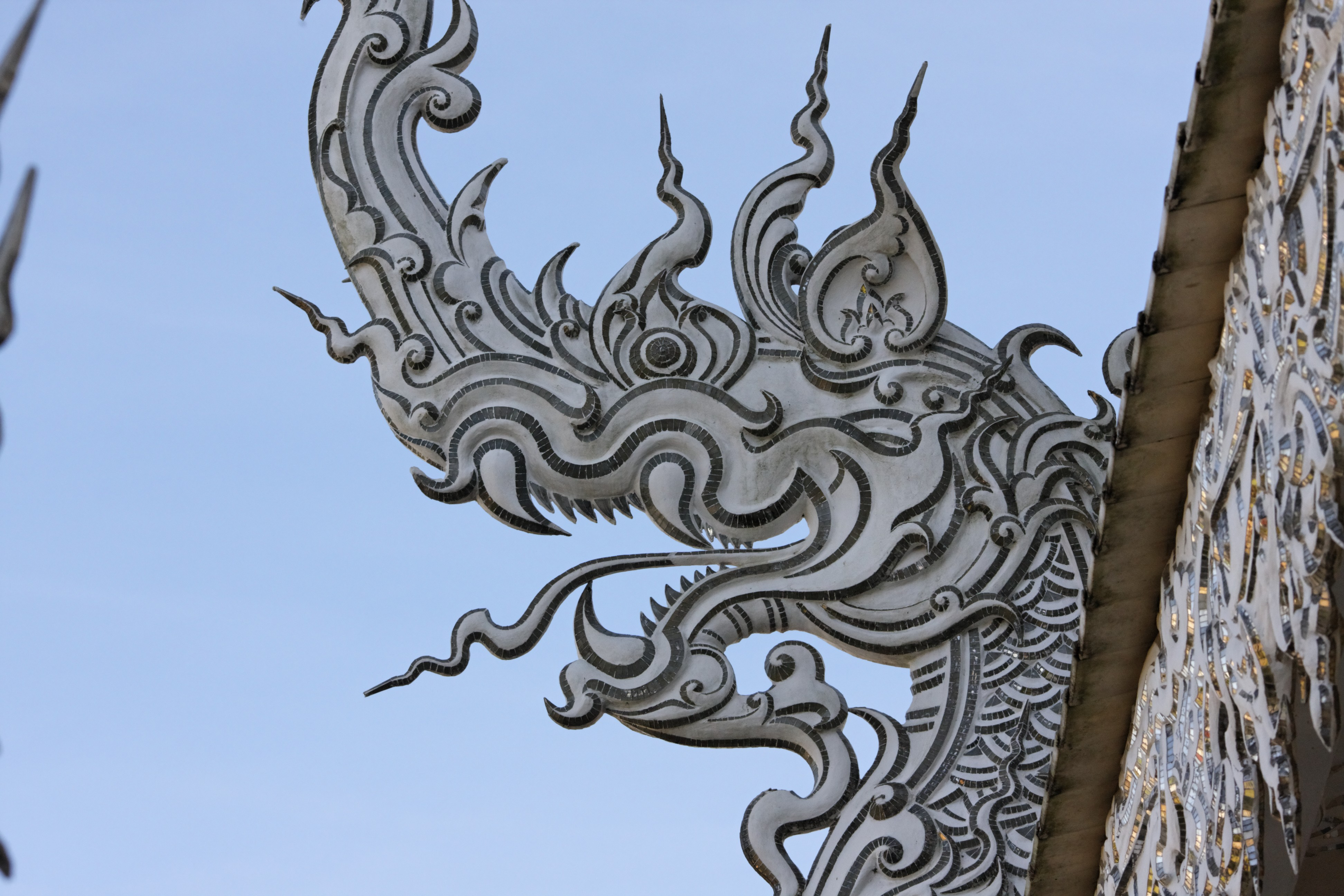
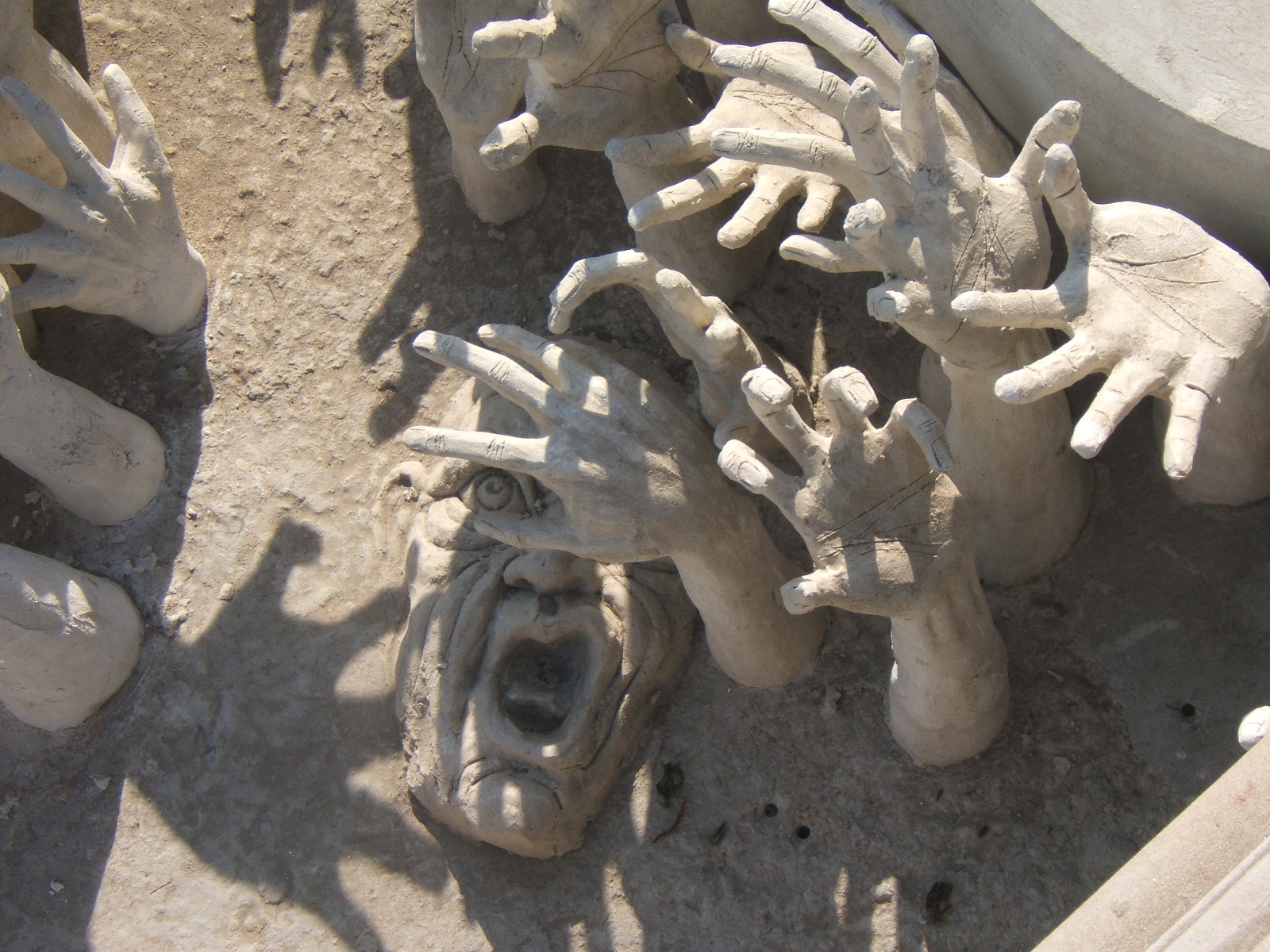
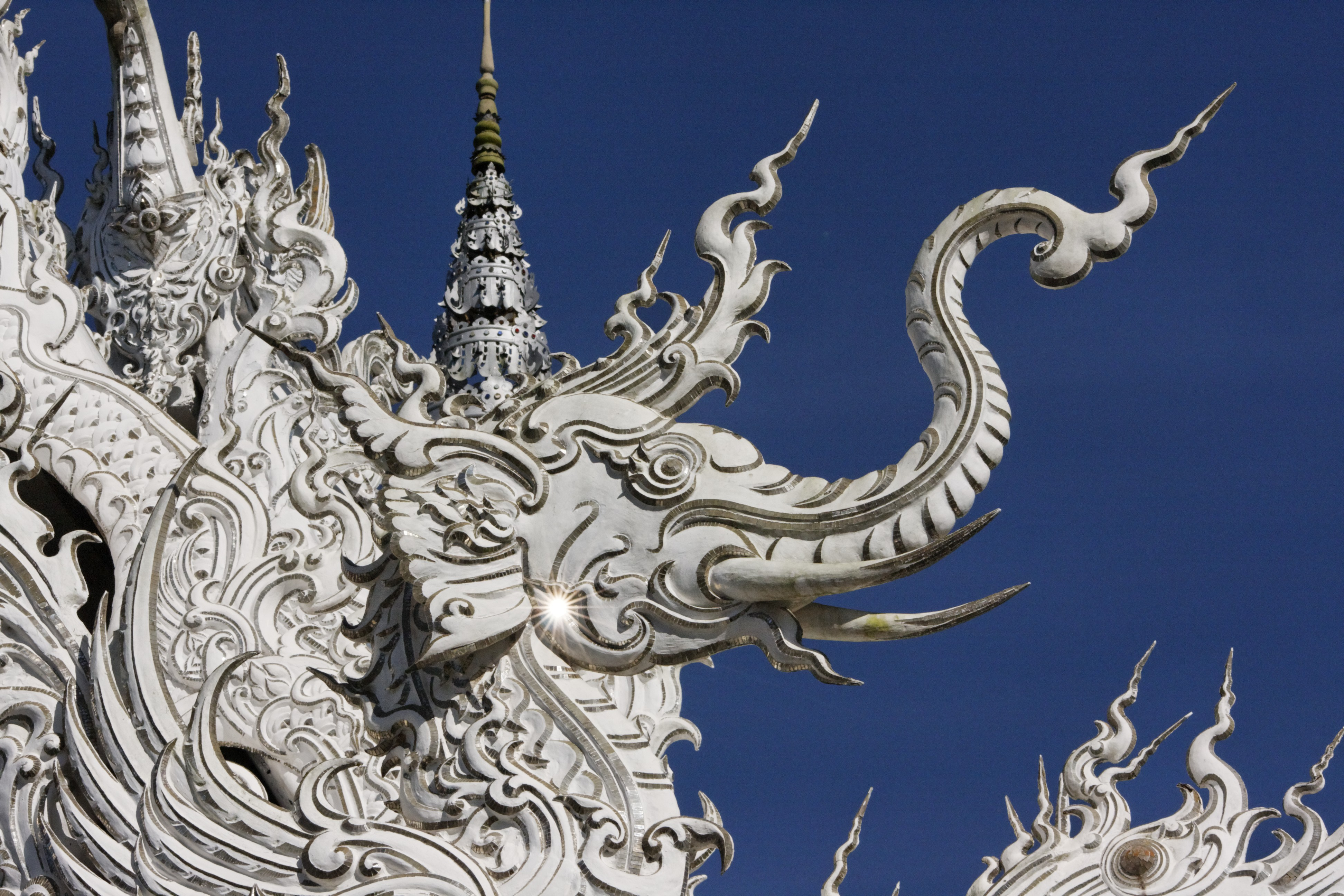
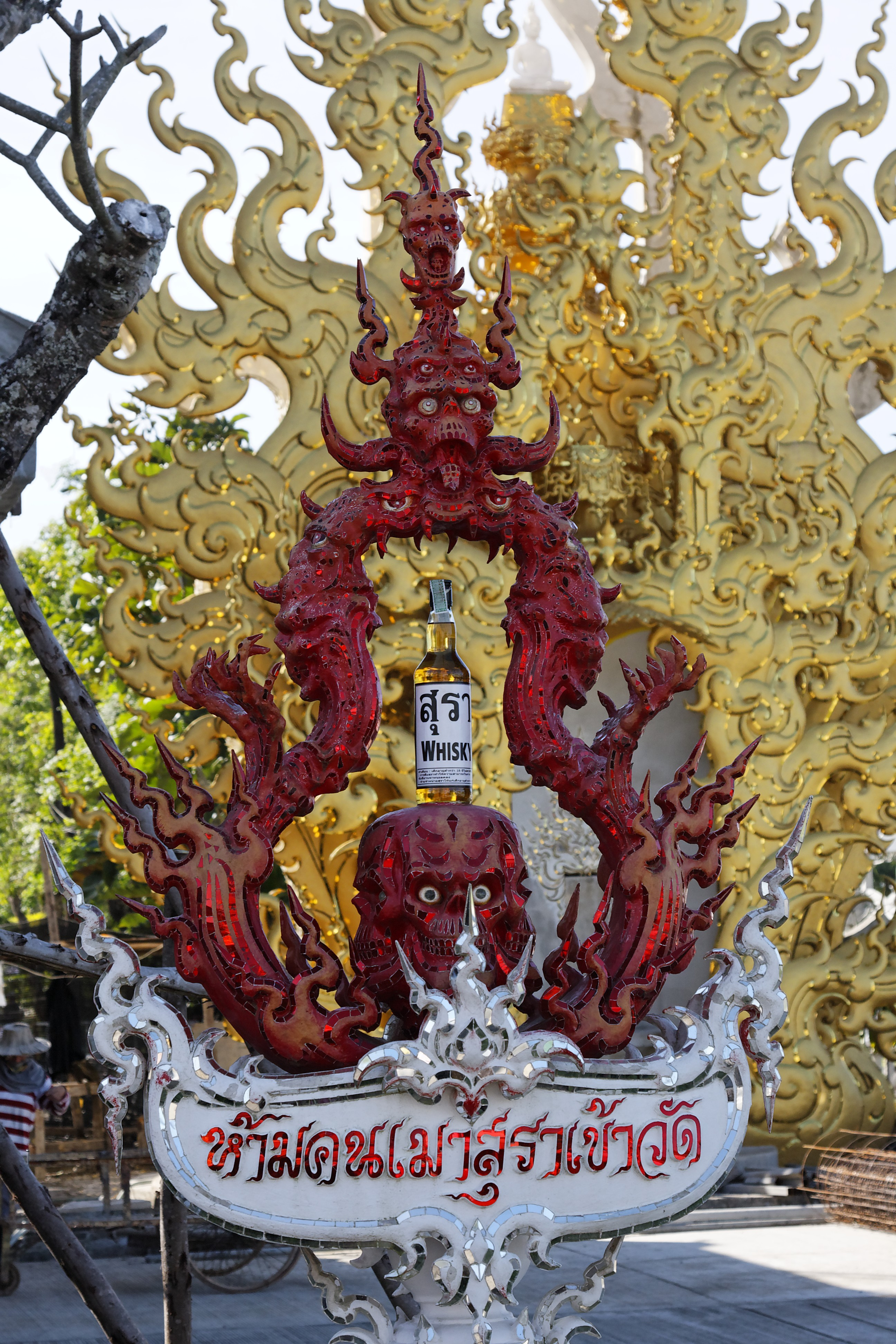
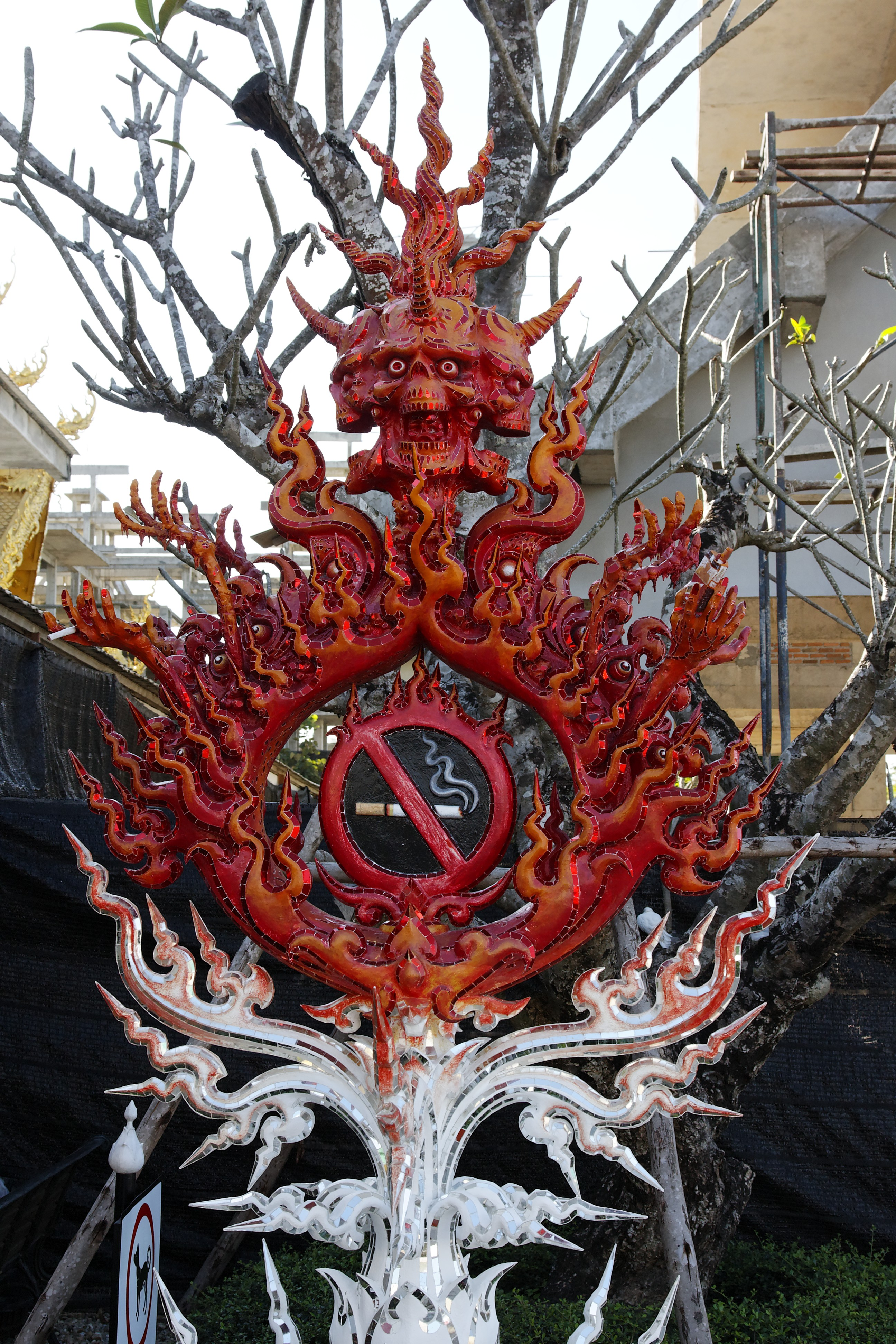
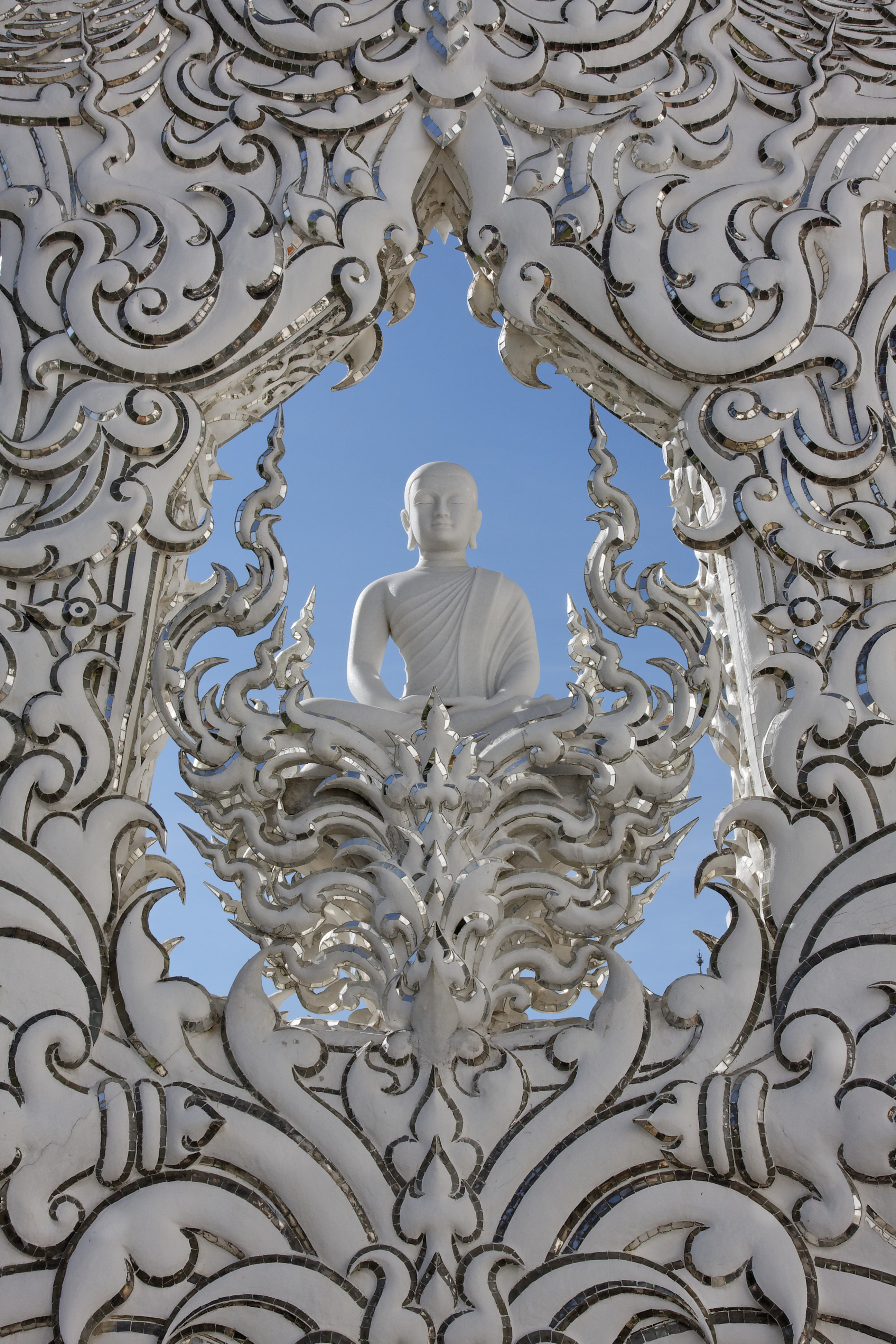
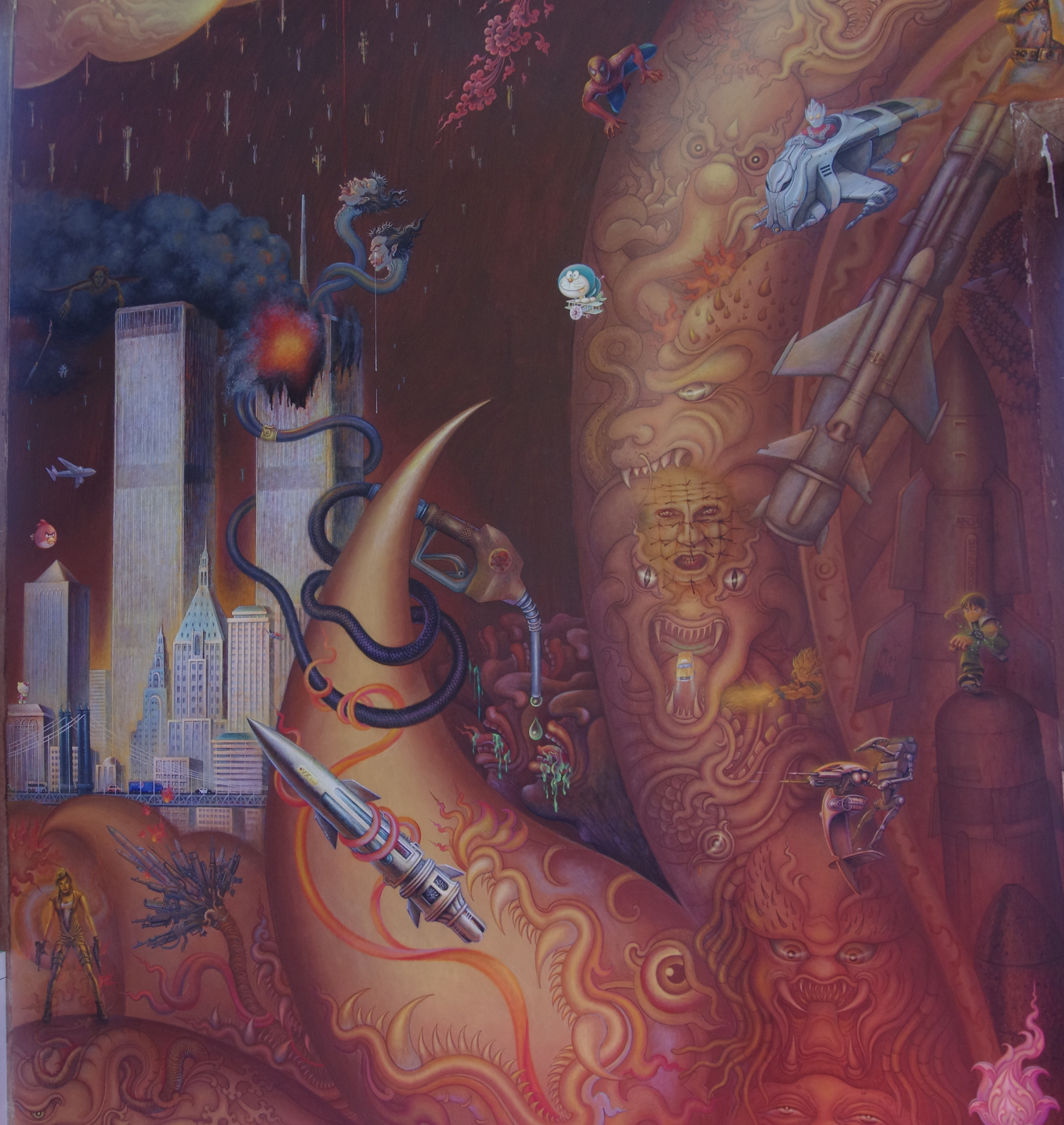